# Petalium incarinatum
Petalium incarinatum là một loài bọ cánh cứng thuộc họ Ptinidae.